# Cheile Cibului
Cheile Cibului alcătuiesc o arie protejată de interes național ce corespunde categoriei a IV-a IUCN (rezervație naturală de tip mixt), situată în județul Alba, pe teritoriul administrativ al comunei Almașu Mare.

## Localizare
Aria naturală se află în sud-estul Munților Metaliferi (grupă montană a Munților Apuseni, aparținând lanțului muntos al Carpaților Occidentali), în partea central-vestică a județului Alba și cea nord-vestică a satului Cheile Cibului.

## Descriere
Rezervația naturală suprapusă sitului Natura 2000 - Cheile Glodului, Cibului și Măzii, a fost declarată arie protejată prin Legea Nr. 5 din 6 martie 2000 publicată în Monitorul Oficial al României Nr. 152 din 12 aprilie 2000 (privind aprobarea planului de amenajare a teritoriului național - Secțiunea a III-a -  arii protejate) și se întinde pe o suprafață de 15 de hectare.